# Линна (река)
Линна — река в России, протекает в Новосокольническом районе Псковской области.
Система водного объекта: Выдега → Большой Удрай → Насва → Ловать → Волхов → Нева → Балтийское море.
Река берёт начало в безымянном лесном озере примерно в километре к югу от деревни Новоселки Окнийской волости. Река течёт на восток, но после пересечения дороги Окни-Деино поворачивает на север. Устье реки находится у деревни Волнеино в 9,7 км по левому берегу реки Выдега. Длина реки составляет 12 км.
На реке расположены деревни Окнийской волости: Бабино, Ломыгино, Волнеино.

## Данные водного реестра
По данным государственного водного реестра России относится к Балтийскому бассейновому округу, водохозяйственный участок реки — Ловать и Пола, речной подбассейн реки — Волхов. Относится к речному бассейну реки Нева (включая бассейны рек Онежского и Ладожского озера).
Код объекта в государственном водном реестре — 01040200312102000022905.